# Lucrezia (Artemisia Gentileschi Los Angeles)
Lucrezia è un dipinto realizzato nel 1627 da Artemisia Gentileschi, attualmente conservato al Getty Museum di Los Angeles: la versione conservata negli Stati Uniti è soltanto una delle tre tele riprodotte dall'artista con lo stesso soggetto, ossia Lucrezia, moglie di Lucio Tarquinio Collatino, colta nell'atto di uccidersi. Le altre due versioni sono conservate una al Neues Palais di Potsdam e l'altra in una collezione privata a Milano, mentre un'opera conservata al Museo nazionale di Capodimonte di Napoli, precedentemente ritenuta di Gentileschi, è ora attribuita a Massimo Stanzione.

## Storia
Si ritiene che il dipinto sia stato portato a termine durante il soggiorno veneziano, sul finire degli anni venti del XVII secolo. Una serie di poesie scritte da Giovan Francesco Loredan sembra si riferiscano proprio a quest'opera. Le vicende di quest'ultima non sono note fino all'identificazione della Lucrezia in una collezione privata di Cannes, negli anni Ottanta. La tela fu acquistata dal Getty Museum nel 2021: la cifra dell'operazione non è nota, ma nel 2019 il dipinto era già stato venduto da Artcurial a Parigi per la cifra record di $5,3 milioni.